# Världsmästerskapen i kortbanesimning 2014
De 12:e FINA världsmästerskapen i kortbanesimning hölls i Doha, Qatar 3–7 december 2014. Tävlingen ägde rum i simstadion Hamad Aquatic Centre.

## Medaljtabell
| Pl.    | Nation         | Guld | Silver | Brons | Totalt |
| ------ | -------------- | ---- | ------ | ----- | ------ |
| 1      | Brasilien      | 7    | 1      | 2     | 10     |
| 2      | Ungern         | 6    | 3      | 2     | 11     |
| 3      | Nederländerna  | 5    | 1      | 6     | 12     |
| 4      | Sydafrika      | 4    | 1      | 0     | 5      |
| 5      | Spanien        | 4    | 0      | 0     | 4      |
| 6      | Japan          | 3    | 3      | 4     | 10     |
| 7      | Frankrike      | 3    | 2      | 3     | 8      |
| 8      | Sverige        | 3    | 1      | 0     | 4      |
| 9      | USA            | 2    | 9      | 6     | 17     |
| 10     | Danmark        | 2    | 1      | 3     | 6      |
| 11     | Australien     | 1    | 5      | 4     | 10     |
| 12     | Ryssland       | 1    | 4      | 4     | 9      |
| 13     | Italien        | 1    | 2      | 3     | 6      |
| 14     | Tyskland       | 1    | 1      | 2     | 4      |
| 15     | Polen          | 1    | 1      | 1     | 3      |
| 16     | Jamaica        | 1    | 1      | 0     | 2      |
| 16     | Litauen        | 1    | 1      | 0     | 2      |
| 18     | Storbritannien | 0    | 7      | 1     | 8      |
| 19     | Kina           | 0    | 2      | 1     | 3      |
| 20     | Tunisien       | 0    | 1      | 0     | 1      |
| 21     | Ukraina        | 0    | 0      | 2     | 2      |
| 22     | Kanada         | 0    | 0      | 1     | 1      |
| 22     | Serbien        | 0    | 0      | 1     | 1      |
| Totalt | Totalt         | 46   | 47     | 46    | 139    |

## Resultat

### Herrar
| Gren            | Guld | Guld                | Silver | Silver        | Brons | Brons         |
| Frisim          | |                     | |               | |               |
| 50 m frisim     | Florent Manaudou Frankrike | 20,26 0VR0          | Marco Orsi Italien | 20,69         | César Cielo Brasilien | 20,88         |
| 100 m frisim    | César Cielo Brasilien | 45,75               | Florent Manaudou Frankrike | 45,81         | Danila Izotov Ryssland | 46,09         |
| 200 m frisim    | Chad le Clos Sydafrika | 1.41,45             | Danila Izotov Ryssland | 1.41,67       | Ryan Lochte USA | 1.42,09       |
| 400 m frisim    | Péter Bernek Ungern | 3.34,32 0MR0        | James Guy Storbritannien | 3.36,35       | Velimir Stjepanović Serbien | 3.38,17 0NR0  |
| 1 500 m frisim  | Gregorio Paltrinieri Italien | 14.16,10 0MR0, 0AR0 | Oussama Mellouli Tunisien | 14.18,79 0AR0 | Ryan Cochrane Kanada | 14.23,35 0AR0 |
| Ryggsim         | |                     | |               | |               |
| 50 m ryggsim    | Florent Manaudou Frankrike | 22,22 0VR0          | Eugene Godsoe USA | 23,05         | Stanislav Donets Ryssland | 23,10         |
| 100 m ryggsim   | Mitch Larkin Australien | 49.57               | Radosław Kawęcki Polen | 50.11         | Ryosuke Irie JapanMatt Grevers USA | 50,12         |
| 200 m ryggsim   | Radosław Kawęcki Polen | 1.47,38             | Ryan Lochte USA | 1.48,20       | Mitch Larkin Australien | 1.48,35       |
| Bröstsim        | |                     | |               | |               |
| 50 m bröstsim   | Felipe França Silva Brasilien | 25,63 0MR0, 0AR0    | Adam Peaty StorbritannienCameron van der Burgh Sydafrika                                                                                               | 25,87         | inte utdelat | inte utdelat  |
| 100 m bröstsim  | Felipe França Silva Brasilien | 56,29 0MR0          | Adam Peaty Storbritannien | 56,35         | Giacomo Perez-Dortona Frankrike | 56,78         |
| 200 m bröstsim  | Dániel Gyurta Ungern | 2.01,49             | Marco Koch Tyskland | 2.01,91       | Kirill Prigoda Ryssland | 2.02,38       |
| Fjärilsim       | |                     | |               | |               |
| 50 m fjärilsim  | Chad le Clos Sydafrika | 21,95 0MR0          | Nicholas Santos Brasilien | 22,08 0AR0    | Andriy Hovorov Ukraina | 22,49         |
| 100 m fjärilsim | Chad le Clos Sydafrika | 48,44 0VR0          | Tom Shields USA | 48,99         | Tommaso D'Orsogna Australien | 49,60         |
| 200 m fjärilsim | Chad le Clos Sydafrika | 1.48,61 0MR0        | Daiya Seto Japan | 1.48,92 0AR0  | Paweł Korzeniowski Polen | 1.50,21       |
| Medley          | |                     | |               | |               |
| 100 m medley    | Markus Deibler Tyskland | 50,66 0VR0          | Vladimir Morozov Ryssland | 50,81         | Ryan Lochte USA | 51,24         |
| 200 m medley    | Kosuke Hagino Japan | 1.50,47 0AR0        | Ryan Lochte USA | 1.51,31       | Daiya Seto Japan | 1.51,79       |
| 400 m medley    | Daiya Seto Japan | 3.56,33 0AR0        | Kosuke Hagino Japan | 4.01,17       | Dávid Verrasztó Ungern | 4.01,82       |
| Lagkapp         | |                     | |               | |               |
| 4×50 m frisim   | Ryssland Vladimir Morozov (21,01) Evgeny Sedov (20,37) Oleg Tikhobaev (20,59) Sergey Fesikov (20,63) Nikita Konovalov[a] Yevgeny Korotyshkin[a] Aleksandr Popkov[a]    | 1.22,60 0VR0        | USA Josh Schneider (21,05) Tom Shields (20,99) Jimmy Feigen (20,79) Ryan Lochte (20,64) Matt Grevers[a] Darian Townsend[a]                             | 1.23,47       | Italien Luca Dotto (21,45) Marco Orsi (20,43) Filippo Magnini (21,35) Marco Belotti (21,33) Nicolangelo Di Fabio[a]                                           | 1.24,56       |
| 4×100 m frisim  | Frankrike Clément Mignon (47,05) Fabien Gilot (46,13) Florent Manaudou (44,80) Mehdy Metella (45,80)                                                                   | 3.03,78 0MR0, 0AR0  | Ryssland Vladimir Morozov (45,51 0MR0) Sergey Fesikov (46,01) Danila Izotov (45,79) Mikhail Polischuk (46,87) Oleg Tikhobaev[a] Nikita Konovalov[a]    | 3.04,18       | USA Jimmy Feigen (47,41) Matt Grevers (46,13) Ryan Lochte (46,02) Tom Shields (46,02) Darian Townsend[a]                                                      | 3.05,58       |
| 4×200 m frisim  | USA Conor Dwyer (1.43,20) Ryan Lochte (1.42,42) Matt McLean (1.43,20) Tyler Clary (1.42,86) Michael Klueh[a] Michael Weiss[a] Darian Townsend[a]                       | 6.51,68             | Italien Andrea Mitchell D'Arrigo (1.42,77) Marco Belotti (1.43,98) Nicolangelo Di Fabio (1.42,98) Filippo Magnini (1.42,07)                            | 6.51,80       | Ryssland Mikhail Polischuk (1.43,62) Danila Izotov (1.40,65) Artem Lobuzov (1.42,87) Viacheslav Andrusenko (1.44,82) Dmitrii Ermakov[a] Aleksandr Krasnykh[a] | 6.51,96       |
| 4×50 m medley   | Brasilien Guilherme Guido (23,42) Felipe França Silva (25,33) Nicholas Santos (21,68) César Cielo (20,08) Henrique Martins[a] João Gomes Júnior[a][b] João de Lucca[a] | 1.30,51 0VR0        | Frankrike Benjamin Stasiulis (23,41) Giacomo Perez-Dortona (25,74) Mehdy Metella (22,06) Florent Manaudou (20,04) Clément Mignon[a]                    | 1.31,25 0AR0  | USA Eugene Godsoe (23,11) Cody Miller (26,04) Tom Shields (21,99) Josh Schneider (20,69) Matt Grevers[a] Brad Craig[a]                                        | 1.31,83       |
| 4×100 m medley  | Brasilien Guilherme Guido (50,11) Felipe França Silva (56,73) Marcos Macedo (49,63) César Cielo (44,67) João Gomes Júnior[a][b] Henrique Martins[a]                    | 3.21,14 0AR0        | USA Matt Grevers (49,79) Cody Miller (57,03) Tom Shields (48,80) Ryan Lochte (45,87) Eugene Godsoe[a] Brad Craig[a] Darian Townsend[a] Jimmy Feigen[a] | 3.21,49       | Frankrike Florent Manaudou (50,35) Giacomo Perez-Dortona (57,00) Mehdy Metella (49,07) Clément Mignon (45,84) Benjamin Stasiulis[a]                           | 3.22,26       |

a  Simmade endast i försöksheaten men mottog ändå medalj.
b  Den 4 december 2014 testades João Gomes Júnior positivt för substansen hydroklortiazid och hans resultat från den dagen och framåt blev ogiltigförklarade. Brasiliens resultat i lagkapperna blev dock inte ogiltigförklarade.

### Damer
| Gren            | Guld | Guld         | Silver | Silver       | Brons | Brons        |
| Frisim          | |              | |              | |              |
| 50 m frisim     | Ranomi Kromowidjojo Nederländerna | 23,32        | Bronte Campbell Australien | 23,62        | Dorothea Brandt Tyskland | 23,77        |
| 100 m frisim    | Femke Heemskerk Nederländerna | 51,37 0MR0   | Sarah Sjöström Sverige | 51,39        | Ranomi Kromowidjojo Nederländerna                                                                                            | 51,47        |
| 200 m frisim    | Sarah Sjöström Sverige | 1.50,78 0VR0 | Katinka Hosszú Ungern | 1.51,18      | Femke Heemskerk Nederländerna                                                                                                | 1.51,69      |
| 400 m frisim    | Mireia Belmonte Spanien | 3.55,76 0MR0 | Sharon van Rouwendaal Nederländerna                                                                                                 | 3.57,76      | Zhang Yufei Kina | 3.59,51 0AR0 |
| 800 m frisim    | Mireia Belmonte Spanien | 8.03,41 0MR0 | Jazz Carlin Storbritannien | 8.08,16      | Sharon van Rouwendaal Nederländerna                                                                                          | 8.08,17      |
| Ryggsim         | |              | |              | |              |
| 50 m ryggsim    | Etiene Medeiros Brasilien | 25,67 0VR0   | Emily Seebohm Australien | 25,83 0AR0   | Katinka Hosszú Ungern | 25,96        |
| 100 m ryggsim   | Katinka Hosszú Ungern | 55,03 0VR0   | Emily Seebohm Australien | 55,31 0AR0   | Daryna Zevina Ukraina | 55,54        |
| 200 m ryggsim   | Katinka Hosszú Ungern | 1.59,23 0VR0 | Emily Seebohm Australien | 2.00,13 0AR0 | Sayaka Akase Japan | 2.02,30      |
| Bröstsim        | |              | |              | |              |
| 50 m bröstsim   | Rūta Meilutytė Litauen | 28,84        | Alia Atkinson Jamaica | 28,91        | Moniek Nijhuis Nederländerna                                                                                                 | 29,64        |
| 100 m bröstsim  | Alia Atkinson Jamaica | 1.02,36 0VR0 | Rūta Meilutytė Litauen | 1.02,46      | Moniek Nijhuis Nederländerna                                                                                                 | 1.04,03      |
| 200 m bröstsim  | Kanako Watanabe Japan | 2.16,92      | Rie Kaneto Japan | 2.17,43      | Rikke Møller Pedersen Danmark                                                                                                | 2.17,83      |
| Fjärilsim       | |              | |              | |              |
| 50 m fjärilsim  | Sarah Sjöström Sverige | 24,58 0MR0   | Jeanette Ottesen Danmark | 24,71        | Inge Dekker Nederländerna | 24,73        |
| 100 m fjärilsim | Sarah Sjöström Sverige | 54,61 0VR0   | Lu Ying Kina | 55,25 0AR0   | Jeanette Ottesen Danmark | 55,32        |
| 200 m fjärilsim | Mireia Belmonte Spanien | 1.59,61 0VR0 | Katinka Hosszú Ungern | 2.01,12      | Franziska Hentke Tyskland | 2.03,89      |
| Medley          | |              | |              | |              |
| 100 m medley    | Katinka Hosszú Ungern | 56,70 0VR0   | Siobhan-Marie O'Connor Storbritannien                                                                                               | 57,83        | Emily Seebohm Australien | 58,19        |
| 200 m medley    | Katinka Hosszú Ungern | 2.01,86 0VR0 | Siobhan-Marie O'Connor Storbritannien                                                                                               | 2.05,87      | Melanie Margalis USA | 2.06,68      |
| 400 m medley    | Mireia Belmonte Spanien | 4.19,86 0VR0 | Katinka Hosszú Ungern | 4.22,94      | Hannah Miley Storbritannien                                                                                                  | 4.24,74      |
| Lagkapp         | |              | |              | |              |
| 4×50 m frisim   | Nederländerna Inge Dekker (24,09) Femke Heemskerk (23,24) Maud van der Meer (24,03) Ranomi Kromowidjojo (22,88) Esmee Vermeulen[a]                   | 1.34,24 0VR0 | USA Madison Kennedy (24,06) Abbey Weitzeil (23,40) Natalie Coughlin (23,39) Amy Bilquist (23,76) Kathleen Baker[a] Amanda Weir[a]   | 1.34,61      | Danmark Jeanette Ottesen (23,73) Julie Levisen (24,30) Mie Nielsen (23,49) Pernille Blume (23,96) Sarah Bro[a]               | 1.35,48      |
| 4×100 m frisim  | Nederländerna Inge Dekker (52,39) Femke Heemskerk (50,58) Maud van der Meer (52,55) Ranomi Kromowidjojo (51,01) Esmee Vermeulen[a] Rieneke Terink[a] | 3.26,53 0VR0 | USA Natalie Coughlin (52,25) Abbey Weitzeil (51,57) Madison Kennedy (51,82) Shannon Vreeland (52,06) Amy Bilquist[a] Amanda Weir[a] | 3.27,70      | Italien Erika Ferraioli (52.70) Silvia Di Pietro (52,30) Aglaia Pezzato (52,72) Federica Pellegrini (51,76) Alice Mizzau[a]  | 3.29,48      |
| 4×200 m frisim  | Nederländerna Inge Dekker (1.54,73) Femke Heemskerk (1.51,22) Ranomi Kromowidjojo (1.54,17) Sharon van Rouwendaal (1.52,73) Esmee Vermeulen[a]       | 7.32,85 0VR0 | Kina Qiu Yuhan (1.53,26) Cao Yue (1.54,48) Guo Junjun (1.55,14) Shen Duo (1.54,14)                                                  | 7.37,02      | Australien Leah Neale (1.54,15) Madison Wilson (1.54,37) Brianna Throssell (1.56,80) Kylie Palmer (1.53,27) Katie Goldman[a] | 7.38,59      |
| 4×50 m medley   | Danmark Mie Nielsen (26,39) Rikke Pedersen (29,56) Jeanette Ottesen (24,09) Pernille Blume (24,00)                                                   | 1.44,04 0VR0 | USA Felicia Lee (26,37) Emma Reaney (29,42) Claire Donahue (25,33) Natalie Coughlin (23,80) Amanda Weir[a]                          | 1.44,92      | Frankrike Mathilde Cini (26,61) Charlotte Bonnet (30,29) Mélanie Henique (25,20) Anna Santamans (23,79)                      | 1.45,89      |
| 4×100 m medley  | Danmark Mie Nielsen (56,86) Rikke Pedersen (1.04,62) Jeanette Ottesen (54,99) Pernille Blume (52,39)                                                 | 3.48,86 0AR0 | Australien Madison Wilson (57,31) Sally Hunter (1.04,34) Emily Seebohm (57,26) Bronte Campbell (51,40) Katie Goldman[a]             | 3.50,31      | Japan Sayaka Akase (57,11) Kanako Watanabe (1.05,32) Rino Hosoda (56,89) Miki Uchida (51,18)                                 | 3.50,50      |

a  Simmade endast i försöksheaten men mottog ändå medalj.

### Mix
| Gren          | Guld | Guld         | Silver | Silver       | Brons | Brons        |
| 4×50 m frisim | USA Josh Schneider (20,94) Matt Grevers (20,75) Madison Kennedy (23,63) Abbey Weitzeil (23,25) Darian Townsend[a] Amy Bilquist[a] Natalie Coughlin[a]                              | 1.28,57 0VR0 | Ryssland Evgeny Sedov (20,59) Vladimir Morozov (20,65) Veronika Popova (23,93) Rozaliya Nasretdinova (23,96) Oleg Tikhobaev[a] Nikita Konovalov[a] Margarita Nesterova[a] | 1.29,13 0AR0 | Brasilien César Cielo (20,65) João de Lucca (21,03) Etiene Medeiros (23,58) Larissa Oliveira (23,91) Alan Vitória[a] Henrique Martins[a] Daiane Oliveira[a] Alessandra Marchioro[a] | 1.29,17 0AR0 |
| 4×50 m medley | Brasilien Etiene Medeiros (25,83 0AR0) Felipe França Silva (25,45) Nicholas Santos (21,81) Larissa Oliveira (24,17) João Gomes Júnior[a][b] Henrique Martins[a] Daiane Oliveira[a] | 1.37,26 0AR0 | Storbritannien Chris Walker-Hebborn (23,42) Adam Peaty (25,89) Siobhan-Marie O'Connor (25,10) Fran Halsall (23,05)                                                        | 1.37,46 0AR0 | Italien Niccolo Bonacchi (23,58) Fabio Scozzoli (25,55) Silvia Di Pietro (25,22) Erika Ferraioli (23,55) Simone Sabbioni[a]                                                         | 1.37,90      |

a  Simmade endast i försöksheaten men mottog ändå medalj.
b  Den 4 december 2014 testades João Gomes Júnior positivt för substansen hydroklortiazid och hans resultat från den dagen och framåt blev ogiltigförklarade. Brasiliens resultat i lagkapperna blev dock inte ogiltigförklarade.